# 澳門律師公會
澳門律師公會（葡萄牙語：Associação dos Advogados de Macau）是澳門具有公法人地位、唯一代表全澳律師的專業團體，亦是自由及自治的社團，不服從任何其他公法人的指引。

## 历史
澳門律師公會於1991年成立，其職責包括維護律師的合法權益、促進律師遵守職業道德準則、提高律師業的尊嚴和威望、增強律師之間的團結等，亦根據澳門政府頒佈的《律師通則》負責授予律師及實習律師的職業資格，在澳律師及實習律師都要在澳門律師公會中註冊。此外，澳門凡是與規範司法組織、從事律師業、民事訴訟及刑事訴訟法規相關的提案或草案，皆必須聽取律師公會的意見。現任理事會主席為黃顯輝。

## 外部連結
- 澳門律師公會 （页面存档备份，存于）